# 曹操宗族墓群
曹操宗族墓群又称曹家孤堆、曹操宗族墓地、曹氏家族墓群、曹氏宗族墓群，是曹操家族的墳墓，位于中國安徽省亳州市南2.5公里的魏武大道，占地约10平方公里。
曹操宗族墓群包括曹四孤堆（未挖掘）、马园西地墓群、袁牌坊南地墓群、袁牌坊3号汉墓、刘园孤堆、董园1号、2号墓、观音山孤堆（未挖掘）、元宝坑1号墓、薛家孤堆（未挖掘）、姜家孤堆、张园1号汉墓等40多座墓葬，面积约10平方公里。墓群中埋葬的有曹操父曹嵩（董园村一号墓）、曹嵩父曹腾（董园村二号墓）、曹腾兄曹褒、曹褒子曹炽、曹胤以及曹宪（马园村墓）、曹鼎、曹勖、曹庖（元宝坑1号墓）、曹水（曹四孤堆附属一号墓）等人。其中曹腾墓高7米，墓有7个石室，长15.3米，宽10.2米，高3米，室内有大型画像石刻和彩繪等，出土銀縷玉衣1件、铜缕玉衣2件。带字汉磚374块，砖上有今草、章草、真行等字体，此外還有玉枕、玉猪、象牙尺、青瓷罐、铜弩机、铜印等文物。曹嵩墓也有银缕玉衣出土。
曹氏家族墓群曾遭盗掘。曹操宗族墓群的墓葬大都发掘于1970年代。2001年，曹氏家族墓群被中國国务院公布为第五批全国重点文物保护单位。